# August Ruhnke
August Richard Ruhnke (ur. 9 września 1890, zm. 14 listopada 1947 w Landsberg am Lech) – zbrodniarz hitlerowski, komendant podobozu KL Dachau – Kaufbeuren i SS-Hauptscharführer.
Członek NSDAP, SA i SS. W czasie II wojny światowej był najpierw zastępcą komendanta, a następnie komendantem podobozu Dachau – Kaufbeuren. Ruhnke był odpowiedzialny za mordercze warunki panujące w tym podobozie. Z 800 więźniów tam przetrzymywanych zginęło około 500. Ruhnke zarządzał i przeprowadzał egzekucje, maltretował więźniów ciężką pracą oraz znęcał się nad nimi.
Po zakończeniu wojny za swoje zbrodnie został osądzony (wraz z dwoma innymi członkami personelu Dachau: Antonem Eignem i Wilhelmem Karlem Beckerem) przez amerykański Trybunał Wojskowy. Proces toczył się w dniach 16–18 kwietnia 1947 roku. August Ruhnke skazany został na śmierć przez powieszenie i stracony w połowie listopada 1947 roku w więzieniu Landsberg.